# 圣母升天堂 (里奥马焦雷)

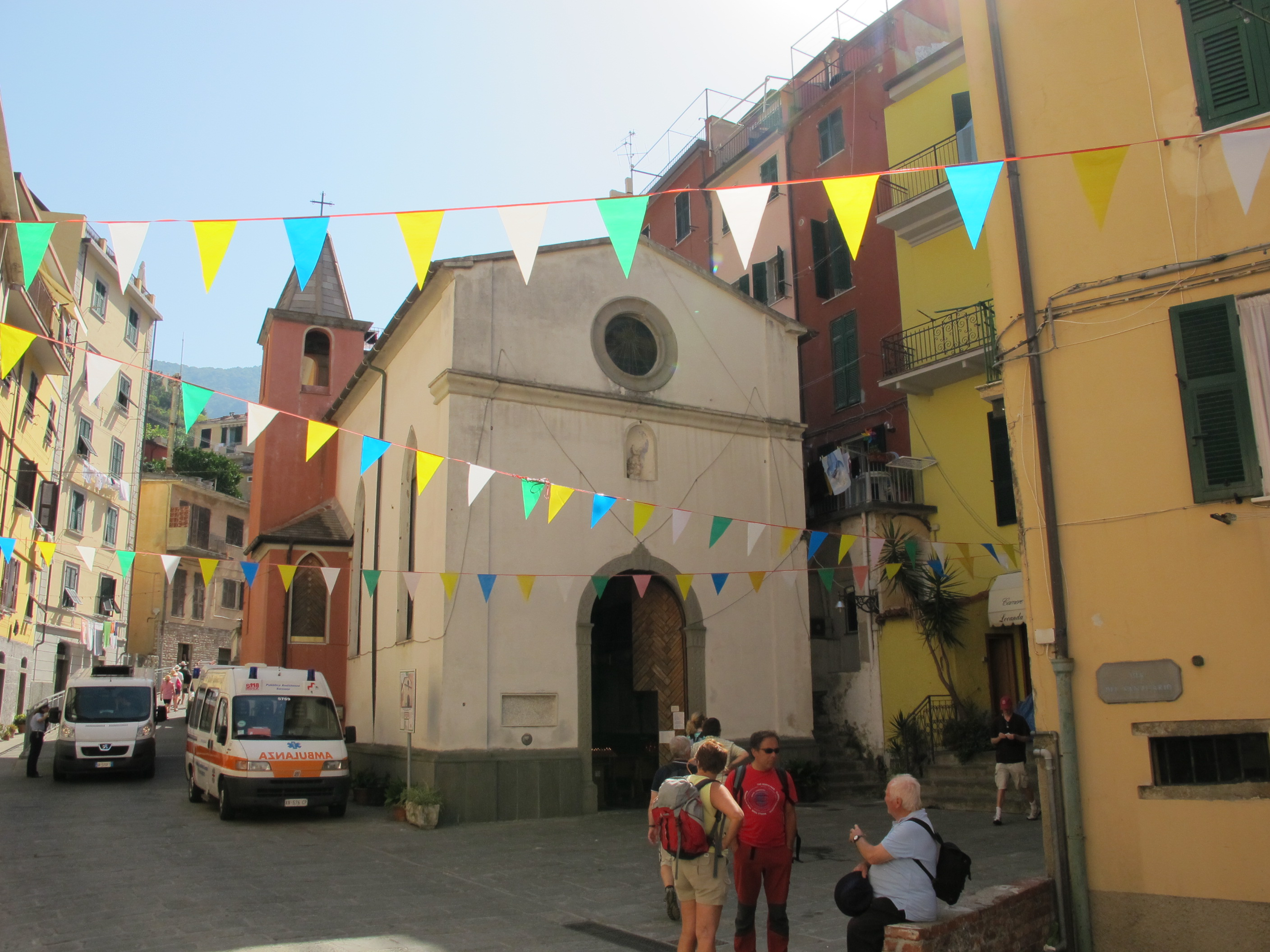

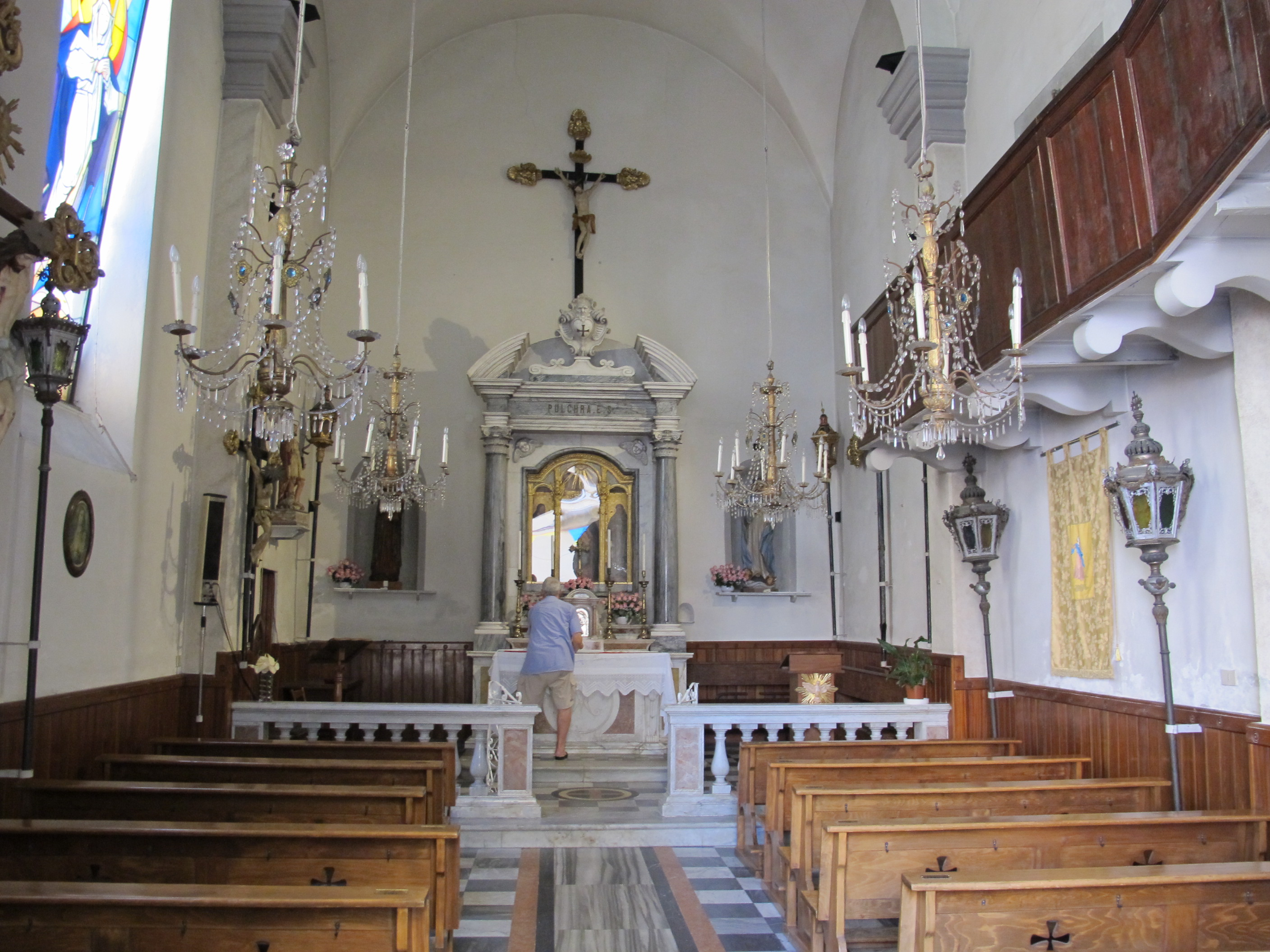

圣母升天堂（Oratorio di Santa Maria Assunta）是拉斯佩齐亚省五渔村地区里奥马焦雷的一座罗马天主教教堂，位于哥伦布街（via Cristoforo Colombo）。
该堂建于16世纪。
该堂内保存有木制锁链圣母雕像，以及三联画圣母子、圣若翰洗者以及圣道明。

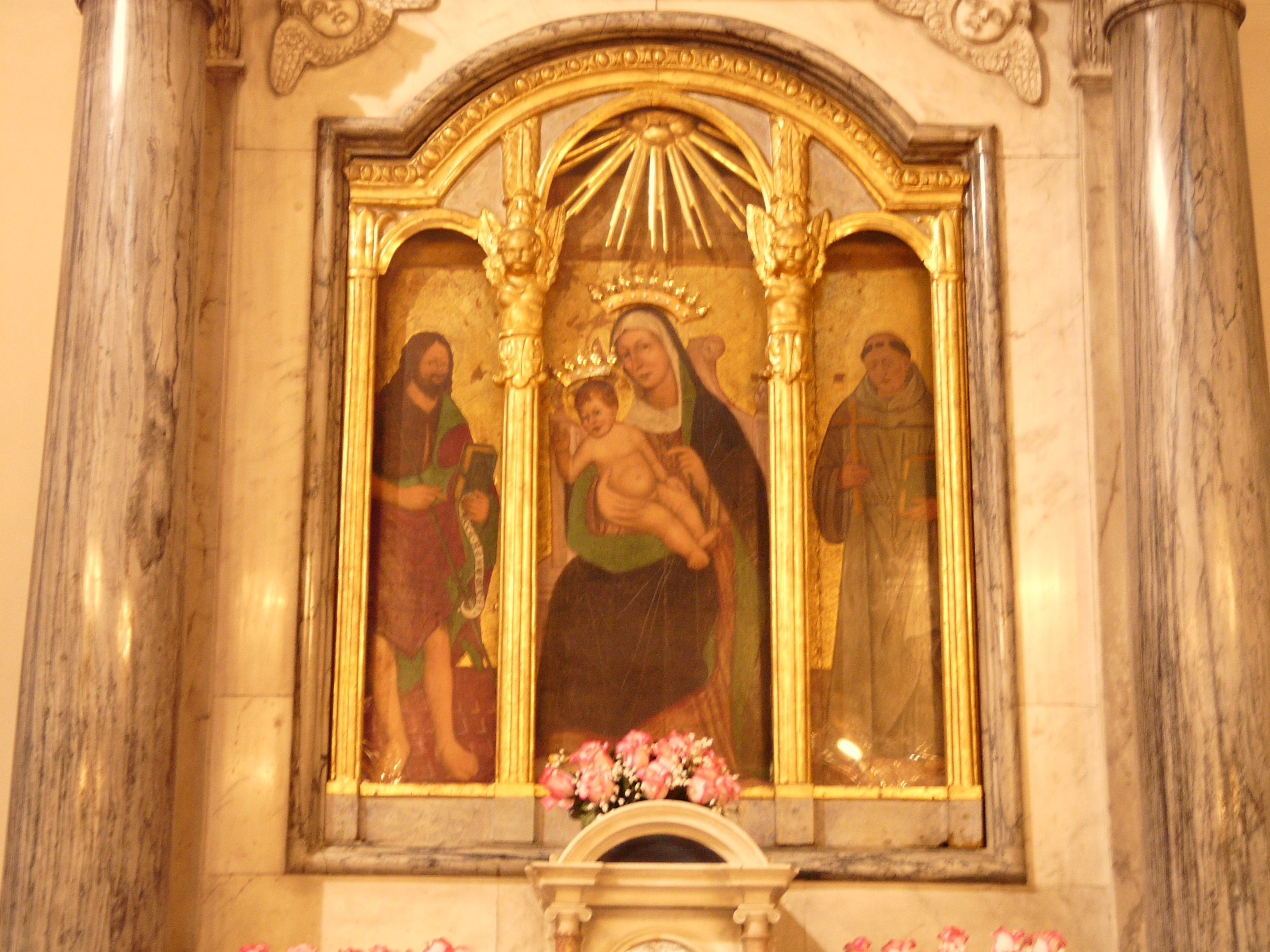
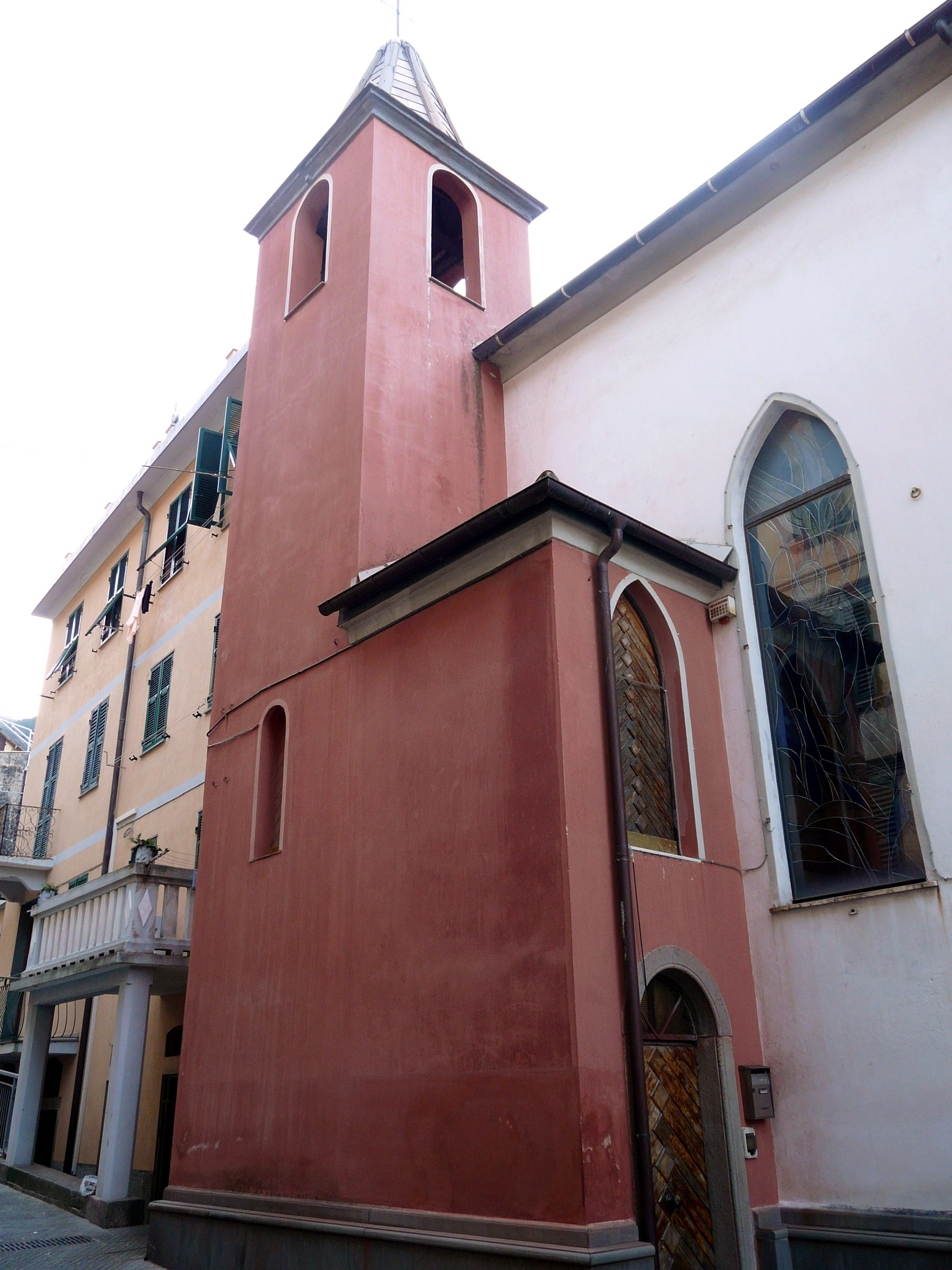
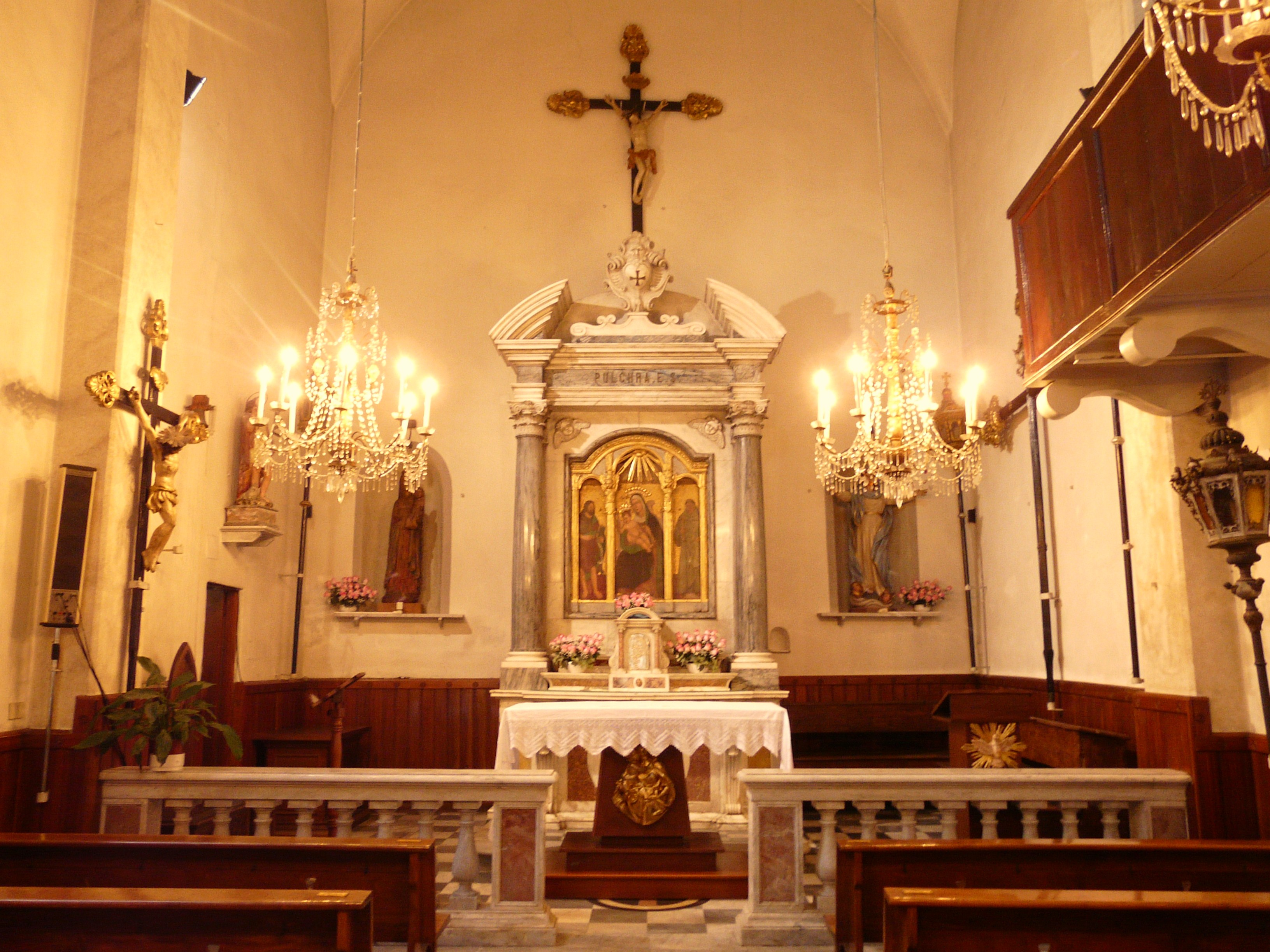